# Durgenahalli, Dod Ballapur
Durgenahalli là một làng thuộc tehsil Dod Ballapur, huyện Bangalore Rural, bang Karnataka, Ấn Độ.